# John Francis Bacon
John Francis Bacon fue cónsul británico en Bilbao durante los años 1830 a 1837, periodo comprendido en parte por la Primera Guerra Carlista (1833-1839).
Fue autor del libro Historia de la revolución de las provincias vascongadas y Navarra. 1833-1837, en el que se narra sus experiencia en este periodo. También es autor del libro titulado Six years in Biscay (1831-1837), donde narra los sitios de Bilbao de 1835 y 1836, durante la primera guerra carlista. El libro, en su edición inglesa, contiene un plano y cuatro grabados de la villa de Bilbao. Existe una traducción al castellano de Víctor Luis de Gaminde de 1838.
- Wikimedia Commons alberga una galería multimedia sobre Iconografía de la Primera Guerra Carlista.